# Vojvodska palača, Modena

Vojvodska palača v Modeni je baročna palača v Modeni v Italiji. Bila je rezidenca vojvod Este med letoma 1452 in 1859. Zdaj je v njej del italijanske vojaške akademije.

## Zgodovina
Stavba, ena najpomembnejših knežjih palač iz 17. stoletja, je bila zgrajena leta 1634 na kraju, kjer je stal antični grad, ki je bil v srednjem veku zgrajen ob mestnih mejah. Dela, prvotno zaupana arhitektu Gaspareju Vigaraniju, je nadaljeval arhitekt Bartolomeo Avanzini, vendar menijo, da so nasvete in smernice pri načrtovanju dajali tudi Pietro da Cortona, Gian Lorenzo Bernini in Francesco Borromini. Bernini je verjetno sodeloval pri uresničevanju gradnje palače, saj še vedno razkriva enoten slog slovesne in elegantne baročne stavbe.
Palača ima baročno pročelje. Dostop do nje je čez častno dvorišče in po slavnostnem stopnišču.
Leta 1696 je Marcantonio Franceschini dobil naročilo za stropno fresko za osrednjo Častno sobano (Sala d'Onore) za poroko Rinalda Esteja s princeso Charlotte Felicity iz veje Braunschweig-Lüneburg. Zlata sprejemnica (Salottino d'Oro) je prekrita s pozlačenimi odstranljivimi ploščami. Vojvoda Francesco III. jo je uporabljal za svojo pisarno.
V palači sta zgodovinski muzej vojaške akademije in dragocena knjižnica (ogled lahko dovoli poveljstvo vojaške akademije).

## Opis
Pred kratkim je bila obnovljena veličastna fasada. Od osrednjih vrat se pride do elegantnega častnega dvorišča, prostora za vojaške obrede in očarljive Častne sobane. V osrednji dvorani je vredno omeniti strop, ki ga je v 18. stoletju osvežil Marco Antonio Franceschini s kronanjem Bradamanteja, ustanovitelja družine Este, ki ga je Ludovico Ariosto ovekovečil v Besnečem Orlandu. Očarljivo pričevanje o veličastnosti majhnega dvorišča v Modeni v 17. stoletju je Zlata sprejemnica, delovni kabinet vojvode Francesca III., ki ga je leta 1756 okrasil s paneli, pokritimi z zlatimi ploščami. Plošče so bile odstranljive, kar je omogočilo razstavljanje in skrivanje v podzemlju ob nevarnosti in s tem ohranjanje.

## Uporaba danes
V palači so zdaj sedež italijanske vojaške akademije, vojaški muzej in knjižnica.
Na častnem dvorišču palače so pogosto vojaške slovesnosti.

## Rodbina Este – rojeni in umrli v palači
Ko je bila stanovanjska palača, se je v njej rodilo ali umrlo veliko članov rodbine Este:
- Isabella d'Este (1635–1666), rojena v palači;
- Rinaldo d'Este, vojvoda Modene (1655–1737); rojen v palači in tudi umrl je v njej;
- vojvodinja Charlotte iz veje Braunschweig-Lüneburg (1671–1710), umrla v palači ob rojstvu otroka (tudi otrok je umrl);
- Maria Teresa Felicitas d'Este (1726–1754), rojena v palači;
- Ercole III. d'Este, vojvoda Modene (1727–1803), rojen v palači;
- Maria Fortunata d'Este (1731–1803).

## Galerija
- Portret Marie Jeanne Savojske kot vdove, ki je živela v vojvodski palači v Modeni, neznani umetnik, okoli 1680
- Vojvodska palača, 18. stoletje, neznani umetnik
- Vojvodska palača 1750, neznani umetnik